# Zhenyuanlong
Zhenyuanlong ist eine Gattung theropoder Dinosaurier aus der Familie der Dromaeosauridae. Die bisweilen einzige bekannte Art ist Zhenyuanlong suni, welche in der frühen Kreide (Aptium, circa 125 mya) auftrat. Der Holotypus weist bemerkenswerte Gefiedermerkmale auf, einschließlich weit entwickelter Federn und Flügel, war jedoch nicht flugfähig.

## Etymologie
Die Gattungsbezeichnung „Zhenyuanlong“ sowie das Artepitheton „suni“ ehren Herrn Zhenyuan Sun, welcher den Fund des Holotypus für die Erstbeschreibung gesichert hat. Der Term „long“, vom chinesischen Pinyin, 龙 lóng, bedeutet Drache.

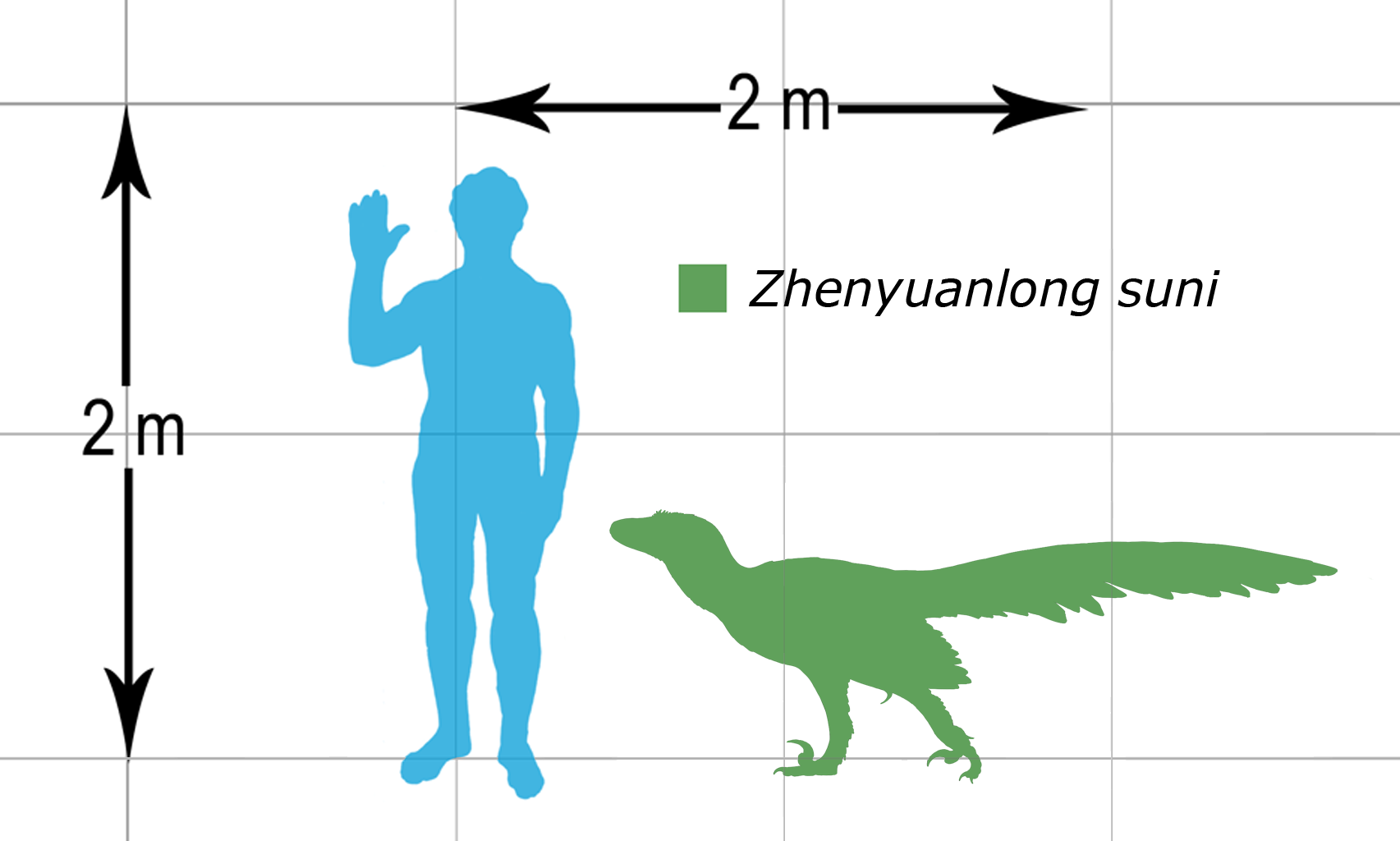
Z. suni: Größenvergleich zum Menschen

## Merkmale
Zhenyuanlong ist bislang (Stand: 2020) nur durch ein Exemplar bekannt. Es handelt sich um ein nahezu vollständiges Skelett inklusive Schädel und Mandibula (Unterkiefer). Das Tier war subadult, das Skelett misst in der Länge 126,6 cm, wobei die hintere Hälfte des Schwanzes fehlt. Insgesamt wird eine Länge von etwa 165 cm angenommen (ohne Federn). Typische Merkmale lassen rasch die Verwandtschaft zu lange bekannten Raubsauriern wie Velociraptor erkennen: steakmesserartige Zähne, spitze Klauen und ein langer Schwanz. Die Beine sind lang und erinnern an einen Reiher. Die Körpermasse betrug circa 10 kg.

### Schädel

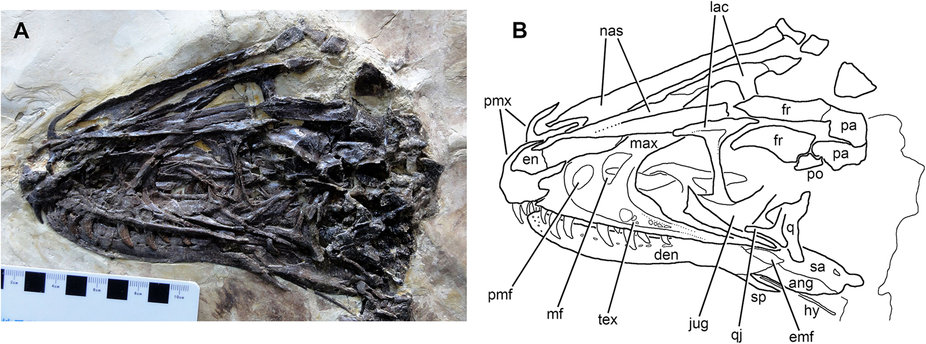
Z. suni: Schädel (Detail)

Im Oberkiefer ist die Fossa antorbitalis (Fossa – grubenartige Einbuchtung) ventral scharfrandig begrenzt. Typisch für Liaoning-Dromaeosauriden ist eine Reihe von Gruben unterhalb des Fenestra antorbitalis. Bei  Zhenyuanlong suni sind diese Gruben jedoch nur schwach ausgebildet. Das Fenestra promaxillaris, eine weitere Öffnung im Oberkieferknochen, ist sehr groß. Das Tränenbein ist T-förmig und besitzt eine Aushöhlung an der Seitenfläche. Das Quadratojugale besitzt einen dünnen, dorsalen Ramus. Über Os nasale (Nasenbein) und Os frontale (Stirnbein, Frontale) bildet ein Kamm den seitlichen Rand des Schädeldachs. Die Frontalen sind länglich, die supratemporale Fossa zieht sich weit nach vorne auf die dorsale Knochenfläche. Die Parietalen (Scheitelbeinknochen) des Holotypus sind zwar zerbrochen, jedoch scheinen das linke und rechte Parietal bei Zhenyuanlong während des Wachstums zu verwachsen. Dieses Merkmal ist für Dromaeosauriden ungewöhnlich, wurde allerdings ebenfalls bei Tianyuraptor und Sinornithosaurus festgestellt.

Dromaeosauridae (Dromaeosaurus): Schädelknochen

Der Unterkiefer weist eine Reihe großer Öffnungen (Foramina) in der Mitte der seitlichen Dentale (zahntragender Unterkiefer) auf. Der externe Unterkiefer besitzt ein großes Fenster. Das hintere Surangulare besitzt ein kleines Foramen anteroventral zum Glenoid gelegen. Das Zungenbein ist lang und dünn.

### Postcranium

#### Gliedmaße
Die Vordergliedmaßen sind reduziert, ihre Länge beträgt etwa die Hälfte der Länge der hinteren Gliedmaßen; Zhenyuanlong suni weist einen extrem kurzen Unterarm auf. Das Femur (Oberschenkelknochen) von Zhenyuanlong ist 193,4 mm lang. Der Humerus (Oberarmknochen) trägt eine Leiste; anatomische Details sind jedoch am Holotypus nicht erkenntlich. Die Elle ist robust und gekrümmt, das Olecranon, ein proximaler Vorsprung der Elle, ist klein und deutlich ausgeprägt. Eines der markantesten Merkmale von Zhenyuanlong suni ist der Radiusknochen: Zhenyuanlong suni besitzt einen extrem schlanken Radius (Speiche), dessen Schaft dünner ist als der Schaft des Phalanx I-1 der Fingerknochen. Letzteres Merkmal ist untypisch für Theropoden; das Verhältnis der Durchmesser von Radius zu Handphalanx I-1 ist einmalig unter den Dromaeosauriden und wurde darüber hinaus nur bei Alvarezsauroiden und wenigen basalen Coelurosauriern dokumentiert. Der zweite Mittelhandknochen misst 55 mm und ist somit kürzer ist als die Länge von Mittelhandknochen I und erstem Fingerglied I zusammen (60 mm). Das Metacarpal II (ein Mittelhandknochen) ist verkürzt. Der Mittelfußknochen ist länglich; die drei mittleren Mittelfußknochen liegen eng aneinander und tragen große, gebogene Krallen; die Kralle der zweiten Zehe ist als Sichelkralle ausgebildet. Eine vierte Zehe ist stark verkleinert.
Die proportionalen Verhältnisse der Gliedmaßen von Zhenyuanlong suni sind unter den Dromaeosauriden aus Liaoning nur mit Tianyuraptor zu vergleichen. Bei Zhenyuanlong suni beträgt das Verhältnis Humerus zu Femur <0,65, das Verhältnis Ulna (Elle) zu Femur <0,55 und das Verhältnis Manus (Hand) zu Femur <0,9.
Unter Bezug auf den Fossilbestand zum Zeitpunkt der Beschreibung (2015) ergeben sich folgende Unterschiede zwischen Zhenyuanlong und Tianyuraptor bezüglich der Proportionen: bei Zhenyuanlong suni sind die Vordergliedmaße im Verhältnis zu den Hintergliedmaßen kürzer (Verhältnis 0,48 gegenüber 0,53) und die Hand ist im Verhältnis zum Femur kürzer (Verhältnis 0,76 vs. 0,86). Bezüglich der Zuverlässigkeit dieser Merkmale als diagnostische Kriterien gelten jedoch die geringe Anzahl an Fossilbelegen sowie die Möglichkeit von Variationen durch taphonomische Verzerrungen (z. B. durch geologische Prozesse) zu berücksichtigen. Der  Unterschied im Verhältnis von Vordergliedmaßen zu Hintergliedmaßen liegt bei verwandten Gattungen (z. B. Microraptor) zudem innerhalb des Bereichs der intraspezifischen Variation; das heißt, solche Unterschiede der Gliedmaßverhältnisse treten dort auch innerhalb derselben Art bzw. Gattung auf.

#### Rumpf und Schwanz
Die Wirbelsäule weist sechs Sakralwirbel auf, unter Umständen können weitere nicht verschmolzene Sakralwirbel vorhanden sein. Bei dem Holotypus sind die Neuralbögen einiger vorderer Brustwirbel und Teile der Sakralwirbel noch nicht vollständig verwachsen, weshalb das Exemplar als subadult betrachtet wird. Dass die hinteren Sakralen verschmolzen und die Neuralbögen von Hals-, Schwanz- und einigen Brustwirbeln verwachsen sind, deutet jedoch darauf, dass es sich um ein verhältnismäßig reifes Exemplar handelt.
Die Neuralbögen der Halswirbelsäule sind bei dorsaler Ansicht X-förmig mit weit auseinander liegenden Zygapophysen (Gelenkfortsätze). Die Brustwirbel weisen aufwärts verlängerte Dornfortsätze auf; den Dornenfortsätzen fehlt eine Schwellung an den dorsalen Rändern, was Zhenyuanlong suni zwar mit Tianyuraptor und Microraptor gemeinsam hat, jedoch insgesamt untypisch für Dromaeosauriden ist.

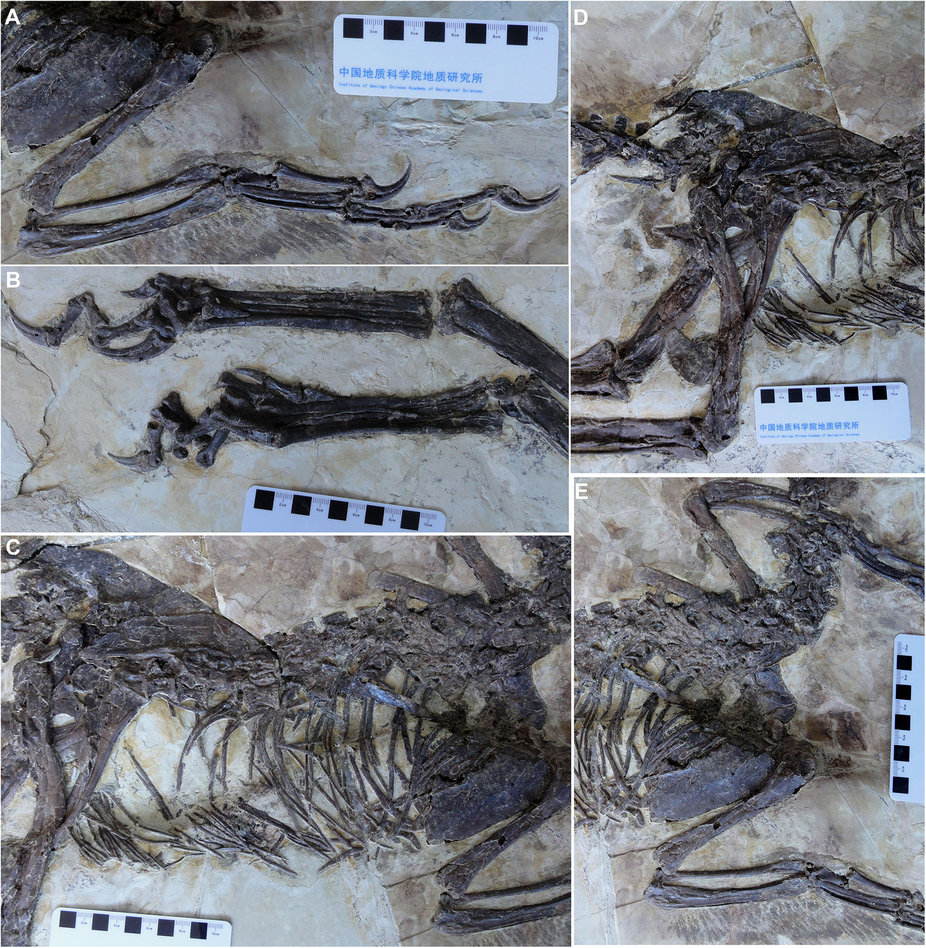
Z. suni: postkraniales Skelett

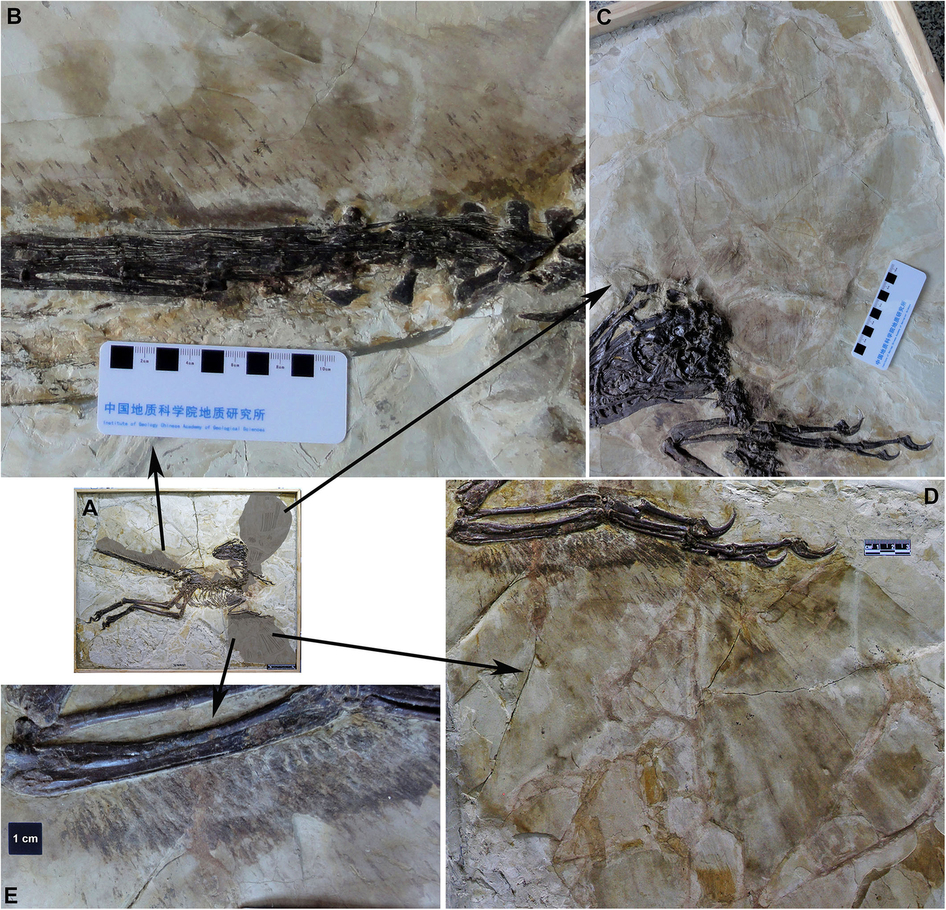
Z. suni: Abdrücke der Federn

Es gibt sechs Wirbel im Kreuzbein, von denen vier deutlich miteinander verschmolzen sind. Für Dromaeosauriden einschließlich Zhenyuanlong suni charakteristisch ist ein durch mechanische Verbindungselemente (Präzygapophysen; siehe: Wirbelbogen) versteifter Schwanz. Die  Präzygapophysen erstrecken sich als komplexes Netzwerk proximal annähernd bis zur Schwanzbasis. Die mittleren Schwanzwirbel sind etwa dreimal so lang wie die Rückenwirbel, proportional jedoch länger als bei den meisten anderen Dromaeosauriden.
Die linke und rechte Seite des knöchernen Brustbeins sind nicht miteinander verwachsen. Das Schulterblatt ist lang und ist gerade, ähnlich wie bei Sinornithosaurus (bei anderen Dromaeosauriden zumeist dorsoventral gekrümmt).

### Federn
Größe und Orientierung der Federn entsprechen weitgehend jener anderer Coelurosaurier (z. B. Sinornithosaurus, Jinfengopteryx) und markiert vermutlich Taxa, die mit der Evolution der Vögel eng assoziiert sind. Der Schwanz von Zhenyuanlong suni weist dorsal große Federn auf. Es ist unklar, ob diese symmetrisch oder asymmetrisch waren. Die Rhachiden (Federschäfte) sind erhalten; in einem Winkel von etwa 45 ° stehen diese rückwärts gerichtet vom Schwanz ab. Sie messen 1 mm im Durchmesser und bis 8 mm in der Höhe. Die Rhachiden des vorderen Schwanzes scheinen länger zu sein als die von Microraptor und Changyuraptor; deren Federn wurden nach hinten hin, zum distalen Ende des Schwanzes, größer sowie komplexer und bildeten einen Fächer. Da der distale Schwanz bei dem Holotypus von Zhenyuanlong suni fehlt, kann das mögliche Vorhandensein eines solchen Fächers bisweilen nicht beurteilt werden.
Weitere Federn sind an Rücken und Hals festzustellen. Erhalten blieben fädige, etwa 1 mm dicke und 30 mm lange Strukturen. Ob es sich um einfache Filamente oder weiter entwickelte Federn mit seitlichen Nebenstrahlen handelte, ist nicht klar. Im Gegensatz zu Verwandten wie Microrapor finden sich bei Zhenyuanlong suni keine Hinweise auf Federn oder gar Flügel an den Beinen. Jedoch lässt sich nicht vollkommen ausschließen, dass entsprechende Merkmale fossil verloren gegangen sind.

#### Flügel
Zhenyuanlong suni weist ein bemerkenswert gut ausgeprägtes Gefieder auf und ist der bislang größte gefundene Dinosaurier mit Flügeln.  Große Federn mit zentraler Rhachis (Federschaft) und verhakten Nebenstrahlen bilden breite Flügel. Die Flügelfläche des Holotypus beträgt etwa 800 cm2 (rechter Flügel) respektive 1120 cm2 (linker Flügel).
Auf dem rechten Unterarmflügel von Zhenyuanlong suni ist eine Reihe von etwa 30 kleinen Deckfedern (25–35 mm lang) erhalten, die an Elle und Mittelhandknochen III ansetzen. Die meisten dieser Deckfedern sind senkrecht zur Elle angeordnet; die Federn, welche an den Mittelhandknochen III ansetzen, sind schräg und parallel zur Längsachse der Hand angeordnet. Die hinteren Flügelfedern werden hauptsächlich durch schwache Abdrücke der Federschäfte dargestellt. Es scheinen zehn Handschwingen und zwanzig Armschwingen vorhanden zu sein. Wie bei Microraptor und modernen Vögeln sind Hand- und Armschwingen mehr als doppelt so lang wie der Oberarm; die Handschwingen sind länger als die Armschwingen. Die Armschwingen sind senkrecht zur Elle angeordnet, die Handschwingen stehen im spitzen Winkel von der Hand ab. Die Schwungfedern der Flügel scheinen asymmetrisch geformt gewesen zu sein, jedoch ist die Beurteilung anhand des Holotypus aufgrund dessen Zustands nicht sicher möglich. Anzeichen für die Ausbildung einer Alula fehlen.
Das Gefieder der Flügel ist vergleichbar mit Microraptor und basalen Avialae wie Archaeopteryx. Sinornithosaurus hingegen besaß nach derzeitigem Kenntnisstand kleinere Flügel und einfacher aufgebaute Federn. Untersuchungen hinsichtlich der aerodynamischen Eigenschaften der Flügel von Zhenyuanlong suni stehen noch aus; eine Funktion zwecks Gleitflug wird jedoch als unwahrscheinlich angesehen und der allgemeine Körperbauplan ist nicht für den Flug optimiert. Gegen einen Zweck als Flugwerkzeug sprechen die kurzen Arme, die relativ große Körpermasse und das Fehlen massiger Brustmuskeln, wie sie auch bei modernen Vögeln vorhanden sind. Ihr Zweck könnte darin bestanden haben, die Tiere zu isolieren und warm zu halten. Denkbar ist auch der Einsatz eines farbigen Gefieders zu Zier- und Kommunikationszwecken, etwa für die Balz, zur Abwehr von Feinden oder für ein Territorialverhalten. Weiterhin wird die Verwendung zu Brutzwecken (Wärmen der Eier) diskutiert.

## Paläoökologie
Das Habitat von Zhenyuanlong suni war dicht bewaldet und wies eine hohe Biodiversität auf. In den Yixian-Gesteinsformationen fanden sich neben verschiedenen Dinosauriern, einschließlich diverser weiterer Dromaeosauriden und gefiederter Arten, Belege für Amphibien und Säugetiere. So teilte sich Zhenyuanlong suni seinen Lebensraum vermutlich mit Repenomamus, einer räuberischen Säugetiergattung.

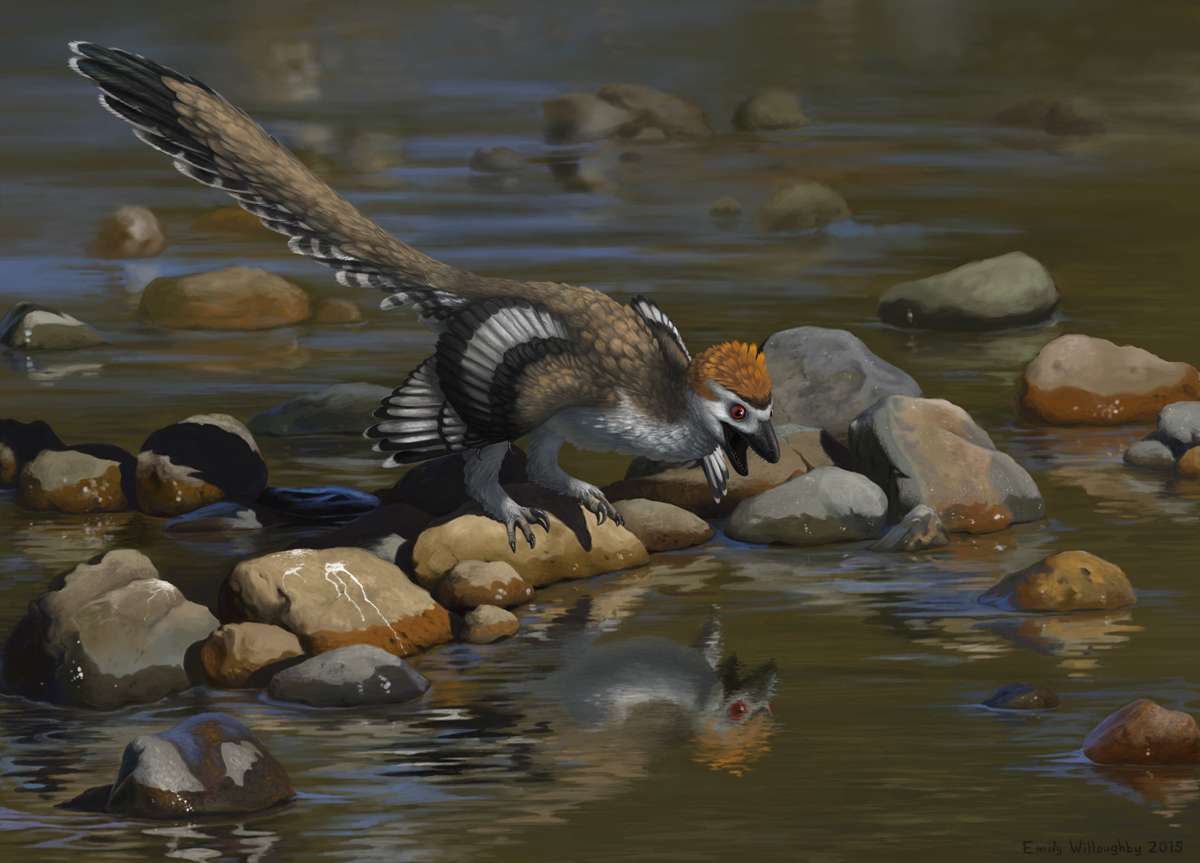
Z. suni: Lebendrekonstruktion

Es ist nicht klar, welche Liaoning-Dromaeosauriden gleichzeitig existierten. Jedoch ist davon auszugehen, dass nicht alle sechs der derzeit bekannten Arten zusammen auftraten. Unter dem Aspekt heutiger Ökosysteme, welche zahlreiche Vogelarten nebeneinander besiedeln, ist zeitgleiches Auftreten in denselben Lebensräumen jedoch durchaus denkbar, wenn sich die Existenz aller Spezies räumlich und zeitlich überschnitten hätte.
Zhenyuanlong suni ernährte sich karnivor.

## Systematik
Das Taxon wurde 2015 durch Lü Junchang und Stephen L. Brusatte aufgestellt. Der Holotypus (JPM-0008) wurde in der chinesischen Yixian-Formation (Jianchang, Provinz Liaoning) gefunden und wird im Jinzhou Palaeontological Museum verwahrt.
Unter den Dromaeosauriden der Fundstellen in Liaoning – bis 2015 waren fünf Gattungen bekannt  – fanden sich zahlreiche Exemplare von geringer bis mittlerer Körpergröße, maximal vergleichbar mit Hunden mittlerer Größe,  langen Vordergliedmaßen und Kontur- respektive Schwungfedern. Einzig bei dem bis zu zwei Meter langem Tianyuraptor fanden sich reduzierte Vordergliedmaßen, jedoch keine Hinweise auf ein vergleichbares Gefieder oder andersartige Abdrücke des Integuments. Der etwas kleinere Holotypus von Zhenyuanlong grenzt sich durch proportional kürzere Vordergliedmaßen und weitere Merkmale ausreichend von Tianyuraptor ab, um die Beschreibung als neue Spezies zu stützen. Gleichzeitig handelt es sich um ein – im Vergleich zu anderen Arten mit gut entwickeltem Gefieder – großes Exemplar mit reduzierten Vordergliedmaßen und hervorragend erkennbarer Federmorphologie, das breite Vorderflügel mit Federn (vermutlich asymmetrische Konturfedern) sowie weitere mutmaßliche Konturfedern am Schwanz erkennen lässt. Aufgrund ihrer zumeist langen Vordergliedmaßen werden die Dromaeosauriden meist als Zwischenform in der Evolution der langarmigen Vögel aus den zumeist kurzarmigen üblichen Theropoden betrachtet. Zhenyuanlong und Tianyuraptor jedoch heben sich durch die abweichend davon verkürzten Vordergliedmaßen gemeinsam von anderen Dromaeosauriden ab.
Diese Merkmalskombination ist bemerkenswert, langarmige und kurzarmige Dromaeosauriden bestanden unter Umständen zeitgleich. In Zusammenhang mit den weiteren Dromaeosauriden-Funden in Liaoning legt die Untersuchung von Zhenyuanlong nahe, dass es sich bei den Liaoning-Taxa vermutlich nicht um eine eigene Klade handelt und sich gemeinsame Merkmale teils unabhängig voneinander entwickelt haben könnten (konvergente Evolution). Durch die besser erhaltene Topologie des Holotypus von Zhenyuanlong im Vergleich zu älteren Dromaeosauriden-Funden aus Liaoning ergeben sich neue Einblicke in die Systematik. Zuvor wurden die Liaoning-Dromaeosauriden innerhalb der Microraptorinae geführt, einem Schwestertaxon der Dromaeosaurinae und Velociraptorinae.
Das Erzwingen einer Klade der sechs Liaoning-Dromaeosauriden ergibt MPTs (most-parsimonious trees, siehe: Maximum parsimony, Prinzip der maximalen Sparsamkeit), die einen Schritt länger sind als die kürzesten Stammbäume einer uneingeschränkten Analyse. In einigen der sparsamsten Stammbäume bilden die Liaoning-Dromaeosauriden eine Klade, aber in anderen sind verschiedene Arten enger mit der Gruppe der Dromaeosaurine und Velociraptorine verwandt. Ebenso sind Zhenyuanlong und Tianyulong bei einigen der sparsamsten Bäume Schwestertaxa, bei anderen jedoch nicht. Diese Unsicherheiten sind insbesondere auf ein hohes Maß an Homoplasien durch das Zufügen von Zhenyuanlong zurückzuführen, also Merkmale, die unabhängig voneinander bei mehreren Arten evolviert sind. Zhenyuanlong und Tianyuraptor stellen trotz einiger gemeinsamer Merkmale, insbesondere der anatomischen Proportionen, keine eigenständige Klade dar.

Die Liaoning-Dromaeosauriden inklusive Zhenyuanlong werden von Lü & Brusatte (2015) zunächst als eine basale Polytomie zusammen mit den Dromaeosaurinae und Velociraptorinae innerhalb der Dromaeosauridae geführt. Somit ist Zhenyuanlong enger verwandt mit anderen Liaoning-Dromaeosauriden (Graciliraptor, Changyuraptor, Microraptor, Sinornithosaurus, Tianyuraptor) und laurasischen Dromaeosarinae und Velociraptorinae als mit Vertretern der Unenlagiinae oder Mahakala.
In Summe stellt der Fund von Zhenyuanlong ein wichtiges Ereignis in der paläontologischen Forschungsgeschichte dar; er wirft jedoch auch weitere Fragen bezüglich der Phylogenie der Dromaeosauriden auf.
Cau et al. (2017) schlagen in ihrer Überarbeitung der Systematik eine abweichende Kladistik vor, bei welcher Zhenyuanlong basal vor den Microraptorinae eingeordnet wird. Die Polytomie unter Microraptorinae umfasst hierbei sechs Arten; Tianyuraptor wird basal zum Übergang zu Eudromaeosauria angesetzt.